# Nanni di Banco

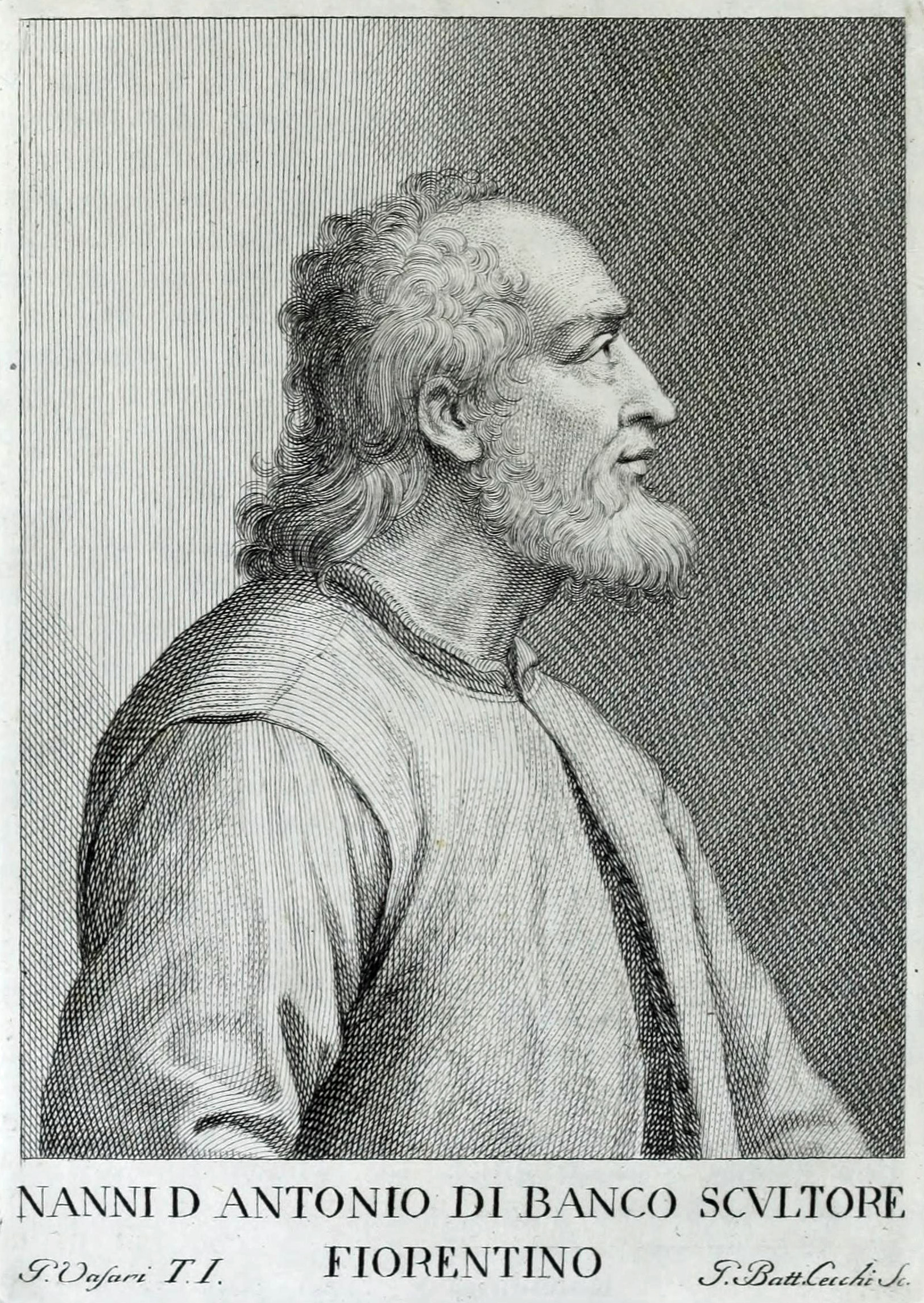
Nanni di Banco

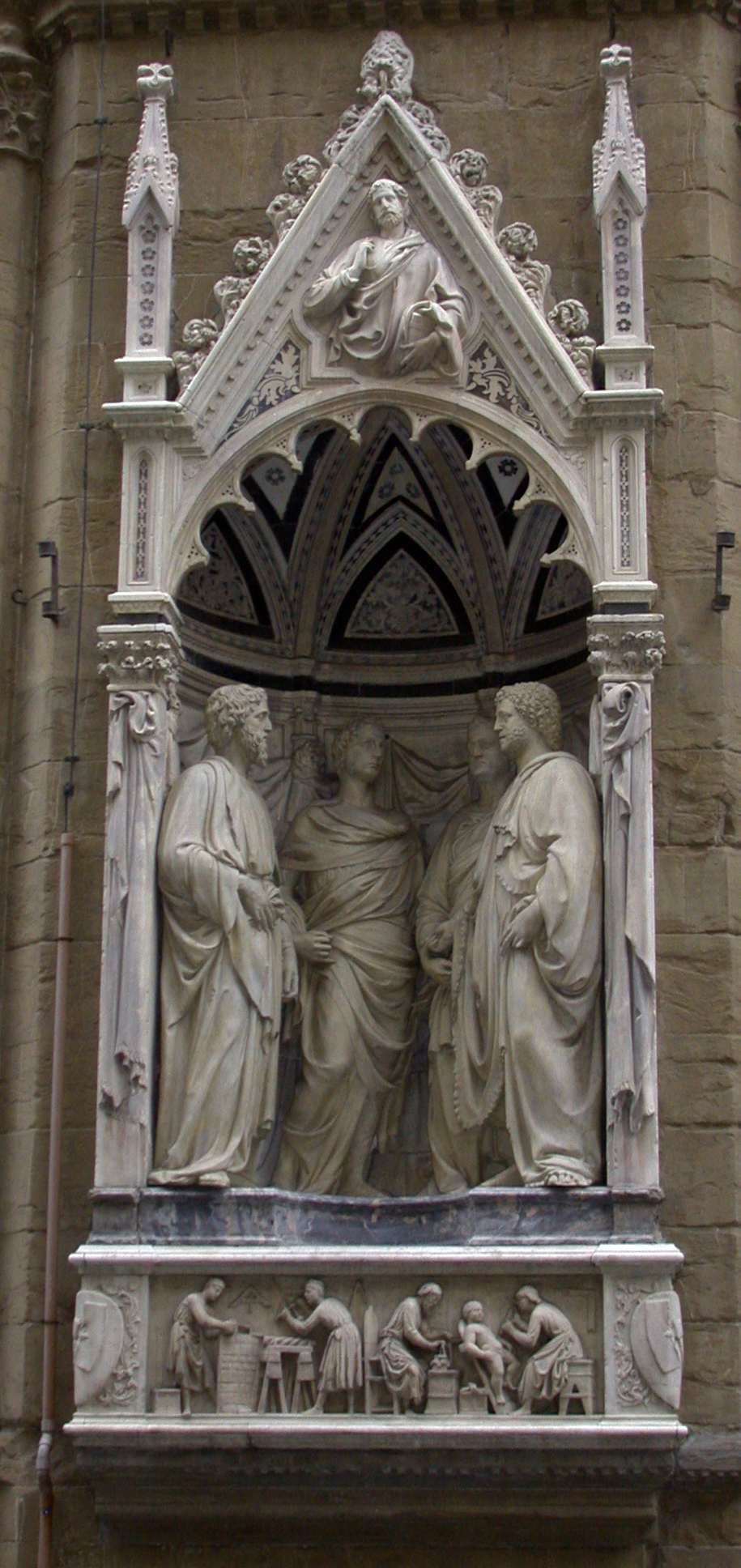
Quattro Santi Coronati (um 1410–1418)

Nanni di Banco (* um 1373 in Florenz; † am 12. oder 13. Februar 1421 ebenda) war ein italienischer Bildhauer der Florentiner Schule.

## Leben
Di Banco war Sohn des Steinmetzen Antonio di Banco und der Giovanna (geborene Succhielli). Er ging bei Niccolò d’Arezzo in die Lehre. Er gehört neben Donatello, dessen Altersgenosse er war, zu den Hauptmeistern der Renaissance. Er wurde am 2. Februar 1405 in die Zunft der Steinmetze aufgenommen. Gemeinsam mit seinem Lehrer, seinem Vater und Donatello arbeitete er von 1407 bis 1409 an dem zweiten nördlichen Seitenportal des Florentiner Doms an einem Kranzgesims mit Blattwerk und einen Fries mit Engelsfiguren. Im Jahr 1408 erhielt er mit d’Arezzo, Donatello und einem Bildhauer namens Ciuffagni den Auftrag für die Fassade des Doms die Statuen der sitzenden Evangelisten auszuführen, die 1586 in den Seitenkapellen des Domchores ausgestellt wurden. Er fertigte eine Statue des Evangelisten Lukas. Zudem fertigte er vier Heilige für die Nische der Bauhandwerker.
Bekannte Werke sind:
- San Luca (1412–1413), früher am Dom, heute im Museo dell’Opera del Duomo, Florenz
- Santi Quattro Coronati (Vier Heilige) (1410–1418) an der Kirche Orsanmichele
- Himmelfahrt Mariä (1414–1421) über der Porta della Mandorla des florentiner Doms Santa Maria del Fiore